# Олд Кристіанс
«Олд Кристіанс» (ісп. Old Christian Club) — уругвайський регбійний клуб, який виступає в національному чемпіонаті. Команда виступає в синьому та білому кольорах. Домашні ігри регбісти проводять на арені «Кампо Сан Патрісіо».
Принциповими суперниками «Олд Кристіанс» є — «Караско Поло» та «Олд Бойз».

## Історія
Олд Кристіанс заснували 1962 року учні коледжу Стелла Маріс, однієї з кращих шкіл Монтевідео. Олд Кристіанс був створений як регбійний клуб, але з виникненням секції хокею перетворився на спортивний клуб.

### Авіакатастрофа в Андах
13 жовтня 1972 року, в п'ятницю, турбогвинтовий літак FH-227 уругвайських ВПС віз через Анди команду з регбі «Олд Кристіанс» з Монтевідео, Уругвай, на матч у столицю Чилі Сантьяго.
Політ розпочався напередодні, 12 жовтня, коли рейс вилетів з аеропорту Карраско, але через погану погоду літак приземлився в аеропорту міста Мендоса, Аргентина і залишився там на ніч. Літак не зміг безпосередньо вилетіти в Сантьяго через погоду, тому пілотам довелося летіти на південь паралельно горам Мендоси, потім повернути на захід, після чого прямувати на північ і почати зниження на Сантьяго після проходження Куріко.
Коли пілот повідомив про проходження Куріко, авіадиспетчер дозволив зниження на Сантьяго. Це було фатальною помилкою. Літак влетів у циклон і почав зниження, орієнтуючись тільки за часом. Коли циклон було пройдено, стало зрозуміло, що вони летять прямо на скелю і можливості уникнути зіткнення немає. Як наслідок, літак зачепив хвостом вершину піку. Після ударів об скелі і землю машина втратила хвіст і крила. Фюзеляж котився вниз по схилу, поки не врізався носом у брили снігу. Місце падіння — 34°45′54″ пд. ш. 70°17′11″ зх. д. / 34.76500° пд. ш. 70.28639° зх. д. (провінція Мендоса).

### Успіхи на внутрішній арені
Попри те, що клуб є одним з наймолодших клубів Монтевідео, Олд Кристіанс домігся помітного успіху на внутрішній арені, вигравши свій перший титул через шість років після створення. Відтоді клуб є одним з найкращих регбійних клубів країни, ставши чемпіоном 16 разів. Від 2010 року клуб організовує турнір з регбі-7 Севен Ноктурно, в якому беруть участь аргентинські та уругвайські клуби. В цьому турнірі Олд Кристіанс став чемпіоном у 2011 і 2012 роках.

## Досягнення

### Чемпіонат Уругваю з регбі
- Переможець (18): 1968, 1970, 1973, 1976, 1977, 1978, 1979, 1980, 1982, 1984, 1985, 1986, 1987, 1988, 1989, 2007, 2015, 2016.

## Відомі гравці
- Роберто Канесса
- Нандо Паррадо